# Maléna Rio
Maléna R. ou Maléna Rio, de son vrai nom Françoise Vatel-Ciceron, est une chanteuse française de zouk, née à Marseille.

## Biographie
Elle a enregistré son premier album en 2005. Cet album a pour titre Fashion de penser. La première chanson extraite est Je ne voudrai pas.
Elle prépare actuellement[Quand ?] son nouvel album.

## Discographie
- Fashion de penser (2005)

## Participations compilations
- "Tropik'n'Zouk vol.1 " 2012, chanson "ose devenir"
- "Etoiles du zouk ",la vida & ose devenir (avril 2012)
- La plus grande soirée zouk', chanson "je prends sur moi" (2012)
- 2011, chanson "SMS", dune production
- "Les étoiles du zouk" 2011, chanson "nos différences"
- Les accros VIP" 2011 chanson "Via West Indies"
- Puissance zouk 2011" chanson "je prends sur moi"
- Zouk Islands 2011" chanson "baby"
- La plus grande soirée zouk' (2011) chansons "ça ira" & "via west indies"
- Séduction zouk' (2010)chansons "ça ira" & "je prends sur moi"
- Zouk attitud' (2010)chanson "ça ira"
- Femmes de cœur (2010) Chansons "Baby" & "mi amor"
- puissance zouk 2009(2009) Chansons Via West Indies& "(mais)je l'aime"
- Zouk 40°(2008) Chanson Via West Indies
- Zouk Soca Dancehall(2008) Chanson Via West Indies
- Love story volume 2(2008) Chanson Via West Indies'
- Tempo zouk2 (2006) - chanson Je ne voudrai pas
- Tendance 9 (2004) - chanson Pourquoi vivre ça

## clips
- Je ne voudrai pas (2005)
- Via west indies (2010)
- SMS (2011)
- ose devenir (2012)
- Redonne (2013)

## Autres participations
- dis-le moi feat YOUSSOUF BEN (2013), BOMZE PROD
- PopArt Lyricald'YSAE (2010), chœurs sur la Chanson "socialement correct" EMI
- Ainsi va la vie de P. MATAU (2002) - chansons Pliss amour et Si jeune